# 오소마츠군
《오소마츠군》(일본어: おそ松くん), 또는 《육家네 6쌍둥이》는 아카츠카 후지오가 그린 일본의 만화 작품이다. 주간 소년 선데이에서 1962년 16호부터 1967년 33호까지 연재되고 있던 것 외에, "보이즈 라이프"(1966년 4월호부터 12월호까지)나 학년지에도 게재되었다. 애니메이션 제 1작이 MBS에서 방영되었고, 1988년에 애니메이션 제 2작이 후지 TV에서 방영되었다.

## 등장인물
- 캐릭터 이름 및 성우표기는 왼쪽 - 일본, 오른쪽 - 대한민국으로 구분.

### 오소마츠군 (제1작)
- 마츠노 오소마츠

성우 : 카토 미도리
- 마츠노 카라마츠

성우 : 스즈키 에미코
- 마츠노 쵸로마츠

성우 : 야마모토 케이코
- 마츠노 이치마츠

성우 : 키타하마 하루코
- 마츠노 쥬시마츠

성우 : 아즈마 미에
- 마츠노 토도마츠

성우 : 키타하마 하루코
- 마츠노 마츠요

성우 : 아소 미츠코 → 콘도 타카코
- 마츠노 마츠조

성우 : 야나미 죠우지 → 스즈키 타이메
- 이야미

성우 : 코바야시 쿄우지
- 치비타

성우 : 타가미 카즈에 → 미즈가키 요코 → 사와다 카즈코
- 토토코

성우 : 시라시 후유미
- 데카반

성우 : 카미야마 타쿠죠 → 와쿠이 세츠오
- 하타보

성우 : 사스가 타카코
- 다용

성우 : 카미야마 타쿠죠 →오오타케 히로시
- 직쏘

성우 : 오오타케 히로시→후쿠야마 쥰

### 오소마츠군 (제2작)
- 마츠노 오소마츠 / 육기둥

성우 : 이노우에 요우 / 김율
- 마츠노 카라마츠 / 육천둥

성우 : 마시바 마리 / 한채언
- 마츠노 쵸로마츠 / 육허둥

성우 : 마츠모토 리카 / 양정화
- 마츠노 이치마츠 / 육순둥

성우 : 요코오 마리 / 정선혜
- 마츠노 쥬시마츠 / 육빈둥

성우 : 마츠이 나오코 / 김영은
- 마츠노 토도마츠 / 육막둥

성우 : 하야시바라 메구미 / 한채언
- 마츠노 마츠요 / 엄마

성우 : 요코 마리 / 한채언
- 마츠노 마츠조 / 아빠

성우 : 미즈토리 테츠오 / 김정은
- 이야미 / 홍쌈바

성우 : 키모츠키 카네타 / 엄상현
- 치비타 / 깐돌

성우 : 타나카 마유미 / 양정화
- 토토코 / 연꽃지

성우 : 하야시바라 메구미 / 김영은
- 데카판 / 미스터 빅

성우 : 오오히라 토오루 / 이호산
- 하타보 / 공백기

성우 : 마시바 마리 / 정선혜
- 다용 / 이다용

성우 : 카미야마 타쿠죠 (오가타 켄이치(80화~83화)) / 방성준
- 냐로메 / 냐욱

성우 : 치바 시게루 / 박성태
- 레레레 아저씨

성우 : 치바 시게루 / 이호산
- 베시

성우 : 미즈시마 테츠오 / 방성준

## 스태프

### 제1작
- 원작 / 감수 : 아카츠카 후지오
- 각색 / 그림 콘티 : 나가사와 마코토, 스즈키 신이치, 히로타 키요시, 키타가와 이마, 오이테타 지로, 후지 마사노리, 세키 류지, 타카기 아츠 외
- 작화 연출 : 미야자와 카즈오, 쿠니 토시로, 스즈키 신이치 외
- 작화 : 호리우치 히로시, 무라타 시로, 쿠리하라 키요시, 스즈키 신이치, 나가사와 마코토, 카츠마타 카즈오, 미츠노부 히로요시, 무라야마 쿠니오 외
- 미술 : 코다마 타마오, 한도 카츠미
- 음악 : 와타나베 우라토 - (제 1쿨), 미호 켄타로 - (제 2쿨)
- 오디오 연출 : 마츠시타 슈타미, 카와세 아야이치로
- 제작 담당 : 우에노 히사오
- 제작 : 야마모토 젠지로
- 기획 제작 : 마이니치 방송, 칠드런스 코너, 스튜디오 제로

### 제2작

#### 일본 방영작
- 원작 : 아카츠카 후지오
- 감독 : 시기노 아키라
- 편집 : 타니구라 하지메, 쿠리야가와 하루히코
- 효과 : 카토 쇼지 (애니메이션 사운드 프로덕션)
- 제작 데스크 : 요시모토 사토시, 하기노 켄
- 제작 : 메노카와 유우지
- 기획 : 시마무라 카즈오
- 프로듀서 : 시미즈 켄지, 키무라 쿄타로
- 보좌 프로듀서 : 스즈키 시게루히로시
- 캐릭터 디자인 : 키시 요시유키
- 오프닝 / 엔딩 애니메이션 : 시바야마 츠토무
- 미술 감독 : 코바야시 시치로 → 이시즈 세츠코
- 촬영 감독 : 타카하시 히로시카타
- 음악 : 혼마 유스케
- 음향 감독 : 미즈모토 칸
- 문예 진행 : 사카구라 카즈히사
- 설정 진행 : 미즈노 카즈노리
- 제작사 : 후지 TV, 요미우리 코우코쿠샤, 스튜디오 피에로

#### 우리말 제작
- CREATIVE SERVICES : 유선재, 김도연, 박찬웅, 송원영, 이다연, 안성은
- 편성 : 장국성, 이영석, 이지윤, 서현아, 민나영, 김효은, 김지은
- 채널기획 : 장진원
- 녹음/믹싱 : 김수현, 김세광, 박지혜
- 종합편집 : 고재식, 김지선
- 화면수정 : 정선화
- 번역 : 강윤미
- 연출 : 유선주

## 주제가

### 제1작
- 제1쿨 「おそ松くんのうた」 (오소마츠군의 노래)

작사 : 아카츠카 후지오, 작곡 : 와타나베 우라토 , 노래 : 마츠시로 , 6쌍둥이 , 이야미 , 치비타
- 제2쿨 「おそ松くんのうた2」 (오소마츠군의 노래2)

작사 : 아카츠카 후지오 , 작곡 : 미호 켄타로 , 노래 : 후지타 마코토

### 제2작
- 오프닝

작곡 : 미타케 아키라 , 작사 : 아키모토 야스시, 편곡 : 류자키 코지
원곡 : 「正調 おそ松節」 (정조 오소마츠절) - 호소카와 타카시 / 더빙판 : 「아버지 응원가」 - TULA (코러스 김율)
- 엔딩

작곡 : 나카야마 다이자부로 , 작사 : 모리 유키노조 , 편곡 : 류자키 코지
원곡 : 「おそ松くん音頭」 (오소마츠군 선창) - 호소카와 타카시 / 더빙판 : 「6쌍둥이 타령」 - 김기원 (코러스 김율)

## 방영 목록

### 제2작

#### 일본 방영작
| 화수 | 방영일          | 부제(원제/풀이)                                             | 각본                                                              | 그림 콘티                       | 연출                            | 작화감독                                                  |
| ---- | --------------- | ----------------------------------------------------------- | ----------------------------------------------------------------- | ------------------------------- | ------------------------------- | --------------------------------------------------------- |
| 1    | 1988년 2월 13일 | シェーッ! 六つ子ザンス! 셰에-엣! 여섯쌍둥이입니다!          | 호시먀아 히로유키                                                 | 시기노 아키라                   | 시기노 아키라                   | 카와바타 히로시                                           |
| 2    | 2월 20일        | うらないは、こりごりザンス 운세는 지긋지긋합니다            | 우라사와 요시오                                                   | 우에다 히데히토                 | 우에다 히데히토                 | 아베 마사미                                               |
| 3    | 2월 27일        | 天才イヤミの化け薬ザンス! 천재 이야미의 미끼 약입니다!      | 호시먀아 히로유키                                                 | 와타나베 타카시                 | 와타나베 타카시                 | 키시 요시유키                                             |
| 4    | 3월 5일         | シェ〜ッ!! ミーはバレリーナ 셰에~엣!! Me는 발레리나         | 우라사와 요시오                                                   | 요코타 카즈요시                 | 쿠마사카 레이지                 | 야마자키 카츠히코                                         |
| 5    | 3월 12일        | チビ太の恋はハナと散るダス 치비타의 사랑은 꽃과 함께 집니다 | 토미타 스케히로                                                   | 우에다 히데히토                 | 우에다 히데히토                 | 카와바타 히로시                                           |
| 6    | 3월 19일        | ナンマイダでもうけるザンス 나미아미타불이라도 웃깁니다      | 테루이 케이지                                                     | 시기노 아키라                   | 타카하시 카즈노리               | 마츠다 요시아키                                           |
| 7    | 3월 26일        | チビ太はママになりました 치비타는 엄마가 되었습니다         | 호시먀아 히로유키                                                 | 와타나베 타카시                 | 와타나베 타카시                 | 아베 마사미                                               |
| 8    | 4월 2일         | 変身! チビ太のふしぎな帽子 변신! 치비타의 신비한 모자       | 마루오 미호                                                       | 우에다 히데히토                 | 우에다 히데히토                 | 키시 요시유키                                             |
| 9    | 4월 9일         | 古道具屋でボロもうけザンス 골동품집에서 거지도 웃깁니다     | 호시먀아 히로유키                                                 | 시기노 아키라                   | 미즈노 카즈노리                 | 미하라 타케노리                                           |
| 10   | 4월 23일        | 地獄の死神セールスマン!! 지옥의 사신 세일즈맨!!             | 테루이 케이지                                                     | 와타나베 타카시                 | 와타나베 타카시                 | 카와바타 히로시                                           |
| 11   | 4월 30일        | ヘイの中でもこりないイヤミ                                  | 마루오 미호                                                       | 타카하시 카즈노리               | 타카하시 카즈노리               | 마츠다 요시아키                                           |
| 12   | 5월 7일         | 売れっ子小説家イヤミ大先生                                  | 호시먀아 히로유키                                                 | 니시 하지메                     | 타마노 하루미                   | 아베 마사미                                               |
| 13   | 5월 14일        | お城が隣に引っ越してきた!                                   | 우라사와 요시오                                                   | 우에다 히데히토                 | 우에다 히데히토                 | 사이조 타카시                                             |
| 14   | 5월 21일        | エイリアンをやっつけろ!                                     | 테루이 케이지                                                     | 와타나베 타카시                 | 와타나베 타카시                 | 키시 요시유키                                             |
| 15   | 5월 28일        | 命の恩は高くつくザンス                                      | 마루오 미호                                                       | 타카하시 모토스케               | 우에다 히데히토                 | 타카하시 모토스케                                         |
| 16   | 6월 4일         | 節約? 省エネ? ミニ六つ子!                                   | 호시먀아 히로유키                                                 | 시기노 아키라                   | 타카하시 카즈노리               | 마츠다 요시아키                                           |
| 17   | 6월 11일        | ハタ坊、勇気を出す                                          | 우라사와 요시오                                                   | 시기노 아키라                   | 타마노 하루미                   | 카와바타 히로시                                           |
| 18   | 6월 25일        | チビ太の金庫やぶり                                          | 토미타 스케히로                                                   | 우에다 히데히토                 | 우에다 히데히토                 | 와타나베 후미                                             |
| 19   | 7월 2일         | オツムの中味が入れかわる                                    | 테루이 케이지                                                     | 와타나베 타카시                 | 와타나베 타카시                 | 키시 요시유키                                             |
| 20   | 7월 9일         | イヤミのアブナイ時計屋さん                                  | 우라사와 요시오                                                   | 우에다 히데히토                 | 우에다 히데히토                 | 아베 마사미                                               |
| 21   | 7월 23일        | 友情!! チビ太とドロボウ猫                                   | 마루오 미호                                                       | 타마노 하루미                   | 타마노 하루미                   | 카와바타 히로시                                           |
| 22   | 7월 30일        | チビ太はさすらいのガンマン                                  | 호시먀아 히로유키                                                 | 타카하시 모토스케               | 시기노 아키라                   | 타카하시 모토스케                                         |
| 23   | 8월 6일         | 名探偵! ハタ坊だジョー                                      | 마루오 미호                                                       | 와타나베 타카시                 | 와타나베 타카시                 | 와타나베 후미                                             |
| 24   | 8월 13일        | イヤミの体はバイキンだらけ                                  | 토미타 스케히로                                                   | 우에다 히데히토                 | 우에다 히데히토                 | 키시 요시유키                                             |
| 25   | 8월 27일        | おでんの恨みは怖いザンス!                                   | 테루이 케이지                                                     | 시기노 아키라                   | 미즈노 카즈노리                 | 아베 마사미                                               |
| 26   | 9월 3일         | 父さんもタバコがやめられる                                  | 호시먀아 히로유키                                                 | 와타나베 타카시                 | 와타나베 타카시                 | 카와바타 히로시                                           |
| 27   | 9월 10일        | おとぎ話のデベソ島                                          | 마루오 미호                                                       | 타카하시 모토스케               | 시기노 아키라                   | 타카하시 모토스케                                         |
| 28   | 9월 17일        | 野生のイヤミに気をつけろ!                                   | 우라사와 요시오                                                   | 우에다 히데히토                 | 우에다 히데히토                 | 와타나베 후미                                             |
| 29   | 10월 1일        | 保険屋さんは命がけザンス!                                   | 테루이 케이지                                                     | 시기노 아키라                   | 미즈노 카즈노리                 | 키시 요시유키                                             |
| 30   | 10월 8일        | 忍者チビ太、ただいま参上!                                   | 우라사와 요시오                                                   | 요코야마 히로유키               | 요코야마 히로유키               | 아베 마사미                                               |
| 31   | 10월 15일       | 花の精にはこりごりザンス!                                   | 호시먀아 히로유키                                                 | 와타나베 타카시                 | 와타나베 타카시                 | 와타나베 후미                                             |
| 32   | 10월 22일       | トト子はアイドルNo.1ザンス                                  | 마루오 미호                                                       | 우에다 히데히토                 | 우에다 히데히토                 | 카와바타 히로시                                           |
| 33   | 10월 29일       | 男の友情はあついザンス!                                     | 테루이 케이지                                                     | 타카하시 모토스케               | 요코야마 히로유키               | 타카하시 모토스케                                         |
| 34   | 11월 5일        | 父さんは、父さんなんだぞ!                                   | 우라사와 요시오                                                   | 시기노 아키라                   | 미즈노 카즈노리                 | 키시 요시유키                                             |
| 35   | 11월 12일       | デカパン城のオテンバ姫!                                     | 토미타 스케히로                                                   | 와타나베 타카시                 | 와타나베 타카시                 | 아베 마사미                                               |
| 36   | 11월 19일       | 正義の味方はつらいザンス                                    | 호시먀아 히로유키                                                 | 우에다 히데히토                 | 우에다 히데히토                 | 카와바타 히로시                                           |
| 37   | 11월 26일       | チビ太の宝島                                                | 시기노 아키라                                                     | 시기노 아키라                   | 시기노 아키라                   | 야마모토 테츠야                                           |
| 38   | 12월 3일        | お년寄りをいたわるザンス!                                   | 테루이 케이지                                                     | 요코야마 히로유키               | 요코야마 히로유키               | 와타나베 후미                                             |
| 39   | 12월 10일       | 討ち入りには、ご用心ザンス                                  | 쿠시마 카즈히토                                                   | 타카하시 모토스케               | 와타나베 타카시                 | 타카하시 모토스케                                         |
| 40   | 12월 17일       | 子守りはつらい仕事ザンス                                    | 테루이 케이지                                                     | 미즈노 카즈노리                 | 미즈노 카즈노리                 | 카와바타 히로시                                           |
| 41   | 12월 24일       | 摩天楼のホワイトクリスマス                                  | 호시먀아 히로유키                                                 | 시기노 아키라                   | 시기노 아키라                   | 야마모토 테츠야                                           |
| SP   | 12월 31일       | あっぱれチビ太の鬼たいじザンス                              | 우라사와 요시오                                                   | 시기노 아키라 와타나베 타카시   | 시기노 아키라                   | 니노미야 츠네오                                           |
| 42   | 1989년 1월 14일 | イヤミのインチキ商売ザンス                                  | 우라사와 요시오                                                   | 우에다 히데히토                 | 우에다 히데히토                 | 아베 마사미                                               |
| 43   | 1월 21일        | レースはズルして勝つザンス                                  | 시즈야 이사오                                                     | 와타나베 타카시                 | 와타나베 타카시                 | 마스타니 사부로                                           |
| 44   | 1월 28일        | イヤミのデタラメ日本ザンス                                  | 호시먀아 히로유키                                                 | 우에다 히데히토                 | 우에다 히데히토                 | 스다 유미코                                               |
| 45   | 2월 4일         | スキー旅行はチビチイザンス                                  | 마루오 미호                                                       | 요코야마 히로유키               | 요코야마 히로유키               | 미하라 타케노리                                           |
| 46   | 2월 11일        | ねっけつ! チビ太刑事ザンス                                  | 사카구치 카즈히사                                                 | 타카하시 모토스케               | 시기노 아키라                   | 타카하시 모토스케                                         |
| 47   | 2월 18일        | 宝くじで大金持ちザンス!                                     | 호시먀아 히로유키                                                 | 미즈노 카즈노리                 | 미즈노 카즈노리                 | 아베 마사미                                               |
| 48   | 2월 25일        | ゼン寺修行で六つ子もよい子                                  | 마루오 미호                                                       | 와타나베 타카시                 | 와타나베 타카시                 | 마스타니 사부로                                           |
| 49   | 3월 4일         | お巡りさんでいばるザンス!                                   | 테루이 케이지                                                     | 우에다 히데히토                 | 우에다 히데히토                 | 키시 요시유키                                             |
| 50   | 3월 11일        | 恐竜たまごのオムレツザンス!                                 | 우라사와 요시오                                                   | 요코야마 히로유키               | 요코야마 히로유키               | 아베 마사미                                               |
| 51   | 3월 18일        | 旅のハジはかきすてザンス!                                   | 마루오 미호                                                       | 미즈노 카즈노리                 | 미즈노 카즈노리                 | 마스타니 사부로                                           |
| 52   | 3월 25일        | 正しいイヤミはめいわくダス                                  | 우라사와 요시오                                                   | 와타나베 타카시                 | 카와하라 유우지                 | 스다 유미코                                               |
| 53   | 4월 1일         | ゴマすりゴルフで出世ザンス                                  | 호시먀아 히로유키                                                 | 타카하시 모토스케               | 요코야마 히로유키               | 타카하시 모토스케                                         |
| 54   | 4월 8일         | イヤミさんの結婚式だジョー                                  | 테루이 케이지                                                     | 우에다 히데히토                 | 우에다 히데히토                 | 키시 요시유키                                             |
| 55   | 4월 15일        | ドライブしたのがウンのつき                                  | 마루오 미호                                                       | 카가와 유타카                   | 아오야마 히로시                 | 노칸 세이이치                                             |
| 56   | 4월 22일        | 大富豪チビ太さまザンス!                                     | 우라사와 요시오                                                   | 시기노 아키라                   | 요코야마 히로유키               | 카와바타 히로시                                           |
| 57   | 4월 29일        | イヤミのヒコーキ野郎ザンス                                  | 테루이 케이지                                                     | 미즈노 카즈노리                 | 미즈노 카즈노리                 | 마스타니 사부로                                           |
| 58   | 5월 6일         | シェ〜! こずかい毎日五万円                                  | 호시먀아 히로유키                                                 | 요코야마 히로유키               | 요코야마 히로유키               | 키시 요시유키 카와바타 히로시                             |
| 59   | 5월 13일        | ハタ坊は正義の味方だジョー                                  | 사카구치 카즈히사                                                 | 우에다 히데히토                 | 우에다 히데히토                 | 니노미야 츠네오                                           |
| 60   | 5월 20일        | 空とぶチビ太の仕返しザンス                                  | 테루이 케이지                                                     | 아오야마 히로시                 | 아오야마 히로시                 | 노칸 세이이치                                             |
| 61   | 5월 27일        | おでんと初恋どちらがだいじ                                  | 마루오 미호                                                       | 타카하시 모토스케               | 요코야마 히로유키               | 타카하시 모토스케                                         |
| 62   | 6월 3일         | パパのボーナスどこいった?                                   | 히로오카 유타카                                                   | 미즈노 카즈노리                 | 미즈노 카즈노리                 | 마스타니 사부로                                           |
| 63   | 6월 17일        | ゾロゾロ六つ子が一ダース!                                   | 호시먀아 히로유키                                                 | 시기노 아키라                   | 아오야마 히로시                 | 카와바타 히로시                                           |
| 64   | 6월 24일        | ちびざるチビ太の大冒険!                                     | 우라사와 요시오                                                   | 우에다 히데히토                 | 우에다 히데히토                 | 키시 요시유키                                             |
| 65   | 7월 1일         | トト子のわがままオシャカ様                                  | 우라사와 요시오                                                   | 시기노 아키라 미즈노 카즈노리   | 미즈노 카즈노리                 | 카와바타 히로시                                           |
| 66   | 7월 15일        | イヤミの教師ビンビン物語!?                                  | 우라사와 요시오                                                   | 요코야마 히로유키               | 요코야마 히로유키               | 아베 마사미                                               |
| 67   | 7월 22일        | チビ太の王子様はつらいよ                                    | 마루오 미호                                                       | 타카하시 모토스케               | 미즈노 카즈노리                 | 타카하시 모토스케                                         |
| 68   | 7월 29일        | イヤミのインチキ海の家!                                     | 히로오카 유타카                                                   | 시기노 아키라                   | 시기노 아키라                   | 마스타니 사부로                                           |
| 69   | 8월 19일        | 魔法を使って若がえるザンス                                  | 호시먀아 히로유키                                                 | 시모다 마사미                   | 시기노 아키라                   | 시모다 마사미                                             |
| 70   | 8월 26일        | ボクシングって痛いザンス!                                   | 테루이 케이지                                                     | 우에다 히데히토                 | 우에다 히데히토                 | 니노미야 츠네오                                           |
| 71   | 9월 2일         | 母さんは天才セールスマン!?                                  | 호시먀아 히로유키                                                 | 미즈노 카즈노리                 | 미즈노 카즈노리                 | 아베 마사미                                               |
| 72   | 9월 9일         | みつばちチビ太のバイオリン                                  | 우라사와 요시오                                                   | 시기노 아키라                   | 시기노 아키라                   | 키시 요시유키                                             |
| 73   | 9월 16일        | トトコは天才なぞなぞ少女!                                   | 사카구치 카즈히사                                                 | 타카하시 모토스케               | 미즈노 카즈노리                 | 타카하시 모토스케                                         |
| 74   | 9월 30일        | 探偵イヤミ対怪人ダヨン面相                                  | 히로오카 유타카                                                   | 우에다 히데히토                 | 우에다 히데히토                 | 마스타니 사부로                                           |
| 75   | 10월 14일       | 四十年後のイヤミザンス!                                     | 호시먀아 히로유키                                                 | 시기노 아키라                   | 미즈노 카즈노리                 | 카와바타 히로시                                           |
| 76   | 10월 21일       | カメラの前でべろ〜んザンス                                  | 우라사와 요시오                                                   | 시기노 아키라                   | 사토 히로키                     | 키시 요시유키                                             |
| 77   | 10월 28일       | おそうじロボのソージ君ダス                                  | 사카구치 카즈히사                                                 | 우에다 히데히토                 | 우에다 히데히토                 | 아베 마사미                                               |
| 78   | 11월 4일        | 神さまお願いきいてチョ                                      | 테루이 케이지                                                     | 미즈노 카즈노리                 | 미즈노 카즈노리                 | 마스타니 사부로                                           |
| 79   | 11월 11일       | チビ太のまぶたの母ザンス                                    | 마루오 미호                                                       | 시기노 아키라                   | 우에다 히데히토                 | 카와바타 히로시                                           |
| 80   | 11월 18일       | イヤミの冬ごもり作戦ザンス                                  | 우라사와 요시오                                                   | 사토 히로키                     | 미즈노 카즈노리                 | 아베 마사미                                               |
| 81   | 11월 25일       | ニセ医者でぼろもうけザンス                                  | 테루이 케이지                                                     | 우에다 히데히토                 | 우에다 히데히토                 | 마스타니 사부로                                           |
| 82   | 12월 2일        | 怖い夢は見たくないザンス!                                   | 우라사와 요시오                                                   | 타카하시 모토스케               | 요코야마 히로유키               | 타카하시 모토스케                                         |
| 83   | 12월 9일        | 怒ると怖いライオンザンス!                                   | 마루오 미호                                                       | 미즈노 카즈노리                 | 미즈노 카즈노리                 | 카와바타 히로시                                           |
| 84   | 12월 16일       | ハタ坊の水戸黄門だジョー                                    | 호시먀아 히로유키                                                 | 우에다 히데히토                 | 우에다 히데히토                 | 마스타니 사부로                                           |
| 85   | 12월 23일       | また来たザンスよエイリアン                                  | 호시먀아 히로유키 우라사와 요시오 테루이 케이지 사카구치 카즈히사 | 우에다 히데히토 와타나베 타카시 | 우에다 히데히토 와타나베 타카시 | 카와바타 히로시 키시 요시유키 마스타니 사부로 스다 유미코 |
| 86   | 12월 30일       | イヤミの選挙必勝法ザンス                                    | 우라사와 요시오                                                   | 미즈노 카즈노리                 | 미즈노 카즈노리                 | 아베 마사미                                               |

## 오소마츠상
2012년 여름 {육嫁네 6쌍둥이}로 방송을 한 후 종영하여 일본판으로 2015년 10월부터 2016년 3월까지 방영된 TV 애니메이션 제3작이다. 어른이 된 6쌍둥이를 그려, 타이틀도 《오소마츠상》으로 변경되었다.

### 인용 및 출처
1. ↑  제2작 한국 방영 제목
2. ↑  한 번만 변경됐지만 1쿨과 2쿨에선 원작자인 아카츠카 후지오가 작사를 맡았다. 더구나 오프닝 테마곡이 그대로 엔딩 곡에도 사용되고 있다고 한다.
3. ↑  本来の枠とは違う17:00-18:00に放送